# 364
364 (CCCLXIV) fue un año bisiesto comenzado en jueves del calendario juliano, en vigor en aquella fecha.
En el Imperio romano, el año fue nombrado como el del consulado de Augusto y Varroniano, o menos comúnmente, como el 1117 Ab urbe condita, adquiriendo su denominación como 364 a principios de la Edad Media, al establecerse el anno Domini.

## Acontecimientos
- Joviano rinde Mesopotamia a los persas.
- 17 de febrero: Joviano muere en Tiana, en Asia Menor.
- 26 de febrero: Valentiniano I es proclamado emperador romano por el ejército.
- 28 de marzo: Valente es nombrado por su hermano emperador romano de Oriente.
- Valentiniano I se asienta en Milán y establece una milicia para defender la región. Su reinado asegura al imperio unos pocos años de relativa seguridad.
- Valente (un arriano) comienza las primeras persecuciones antipaganas.

## Fallecimientos
- Joviano, emperador romano. Luego de su muerte, asume como emperador Valentiniano, que profesa el catolicismo. Le da a su hermano Valente, que profesa el arrianismo, el gobierno de la parte oriental.[1]